# Tataka linnavuorii
Tataka linnavuorii är en insektsart som beskrevs av Irena Dworakowska 1979. Tataka linnavuorii ingår i släktet Tataka och familjen dvärgstritar. Inga underarter finns listade i Catalogue of Life.